# Marija Jurić Zagorka
Marija Jurić Zagorka (Negovec kraj Vrbovca, 2. ožujka 1873. – Zagreb, 30. studenoga 1957.), bila je hrvatska književnica i novinarka.
Bila je prva profesionalna novinarka i najčitanija hrvatska književnica. Jedno je vrijeme uređivala novine Obzor. Pokrenula je i uređivala Ženski list, prvi hrvatski časopis za žene, te časopis Hrvaticu. Potpora u književnosti i novinarskom radu bio joj je Josip Juraj Strossmayer, koji je nagovara na pisanje romana. Pisala je romane namijenjene široj publici u kojima isprepliće ljubavne priče s elementima nacionalne povijesti. Neka su njezina prozna djela dramatizirana i ekranizirana. Borila se protiv društvene diskriminacije, mađarizacije i germanizacije, te za prava žena.

## Životopis
O životu Marije Jurić, mnogo je toga bilo nepoznato, čak i datum rođenja. Dosad se najčešće spominjao 1. siječnja 1873. godine, no uvidom u matične knjige u Hrvatskomu državnom arhivu ustanovljeno je da je rođena 2. ožujka 1873. godine, u selu Negovec kraj Vrbovca, u imućnoj obitelji od majke Josipe Domin (*Samobor, 12. ožujka 1844. – †bolnica Vrapče, 16. prosinca 1923.), i oca Ivana Jurića (*Stari Pavljani kraj Bjelovara, 16. studenoga 1843. – †Lužnica, 13. listopada 1919.). Krštena je 3. ožujka 1873. godine imenom Marianna. Iako dobrog imovnog stanja, obitelj u kojoj je bilo četvero djece [dvojica braće i sestra Dragica (1879. – 1896.)], živjela je, kako to sama Zagorka svjedoči, prilično nesretno. 
Djetinjstvo je provela u Hrvatskomu zagorju, gdje je njezin otac posjedovao imanje Golubovec (kod Lobora) i upravljao imanjem Šanjugovo, u vlasništvu baruna Geze Raucha. Marija je odrasla na selu i djetinjstvo je provela u toj zagorsko-gospoštijskoj sredini. U to vrijeme djevojke su jedinu naobrazbu dobivale kod kuće, tako je i Zagorka prvi razred završila u dvorcu baruna Raucha s plemićkom djecom. Pučku je školu, u kojoj se isticala inteligencijom i nadarenošću, nastavila polaziti u Varaždinu (drugi i treći razred) i Zagrebu (četvrti razred, u Višoj djevojačkoj školi u Samostanu milosrdnica). Otac je planirao Mariju poslati na studij u Švicarsku, ali se tomu usprotivila majka. Marija je izrazila želju postati glumicom. U petnaestoj godini, pred sam završetak, napušta školovanje zbog nesređenih obiteljskih odnosa i od tada će joj njezina škola biti njezin život. No ipak je htjela postići neko zvanje i njezina želja je od tada postati poštaricom. Nakon šest godina školovanja u zagrebačkomu Samostanu sestara milosrdnica sv. Vinka Paulskog, Zagorka odlazi iz Zagreba. Konačno će se u Zagreb vratiti tek nakon sedam godina, te je tu doživjela duboku starost.
Na inzistiranje majke krajem 1891. godine pristaje na udaju za čovjeka kojega nije ni poznavala, mađarskoga željezničarskog činovnika Andriju Matraja. Iako se njezin otac protivio udaji zbog velike razlike u godinama mladenaca (sedamnaest godina), ne zabranjuje brak te Marija odlazi sa svojim mužem u Mađarsku (početkom 1892. godine, u Sambotel). Andrija Matraj za ideale svoje mlade žene nije imao razumijevanja. Bio je zadrti nacionalist i zagovarao je mađarizaciju Hrvatske. Muž ubrzo odlučuje Zagorkin književni talent unovčiti, te joj nude visoka i unosna namještenja odluči li se pisati u mađarskom duhu. Zbog ljubavi prema domovini odbija tu ponudu, što uz već prisutne stare konflikte s muževljevim i svekrvinim ponašanjem dovodi brak do završetka nakon samo tri godine, dramatičnim bijegom iz muževe kuće (1895. godine) i prekidom odnosa s roditeljskim domom. Bježi prvo ujaku u Srijemsku Mitrovicu, a zatim u Zagreb. Pomoću oca uređuje rastavu braka, koja završava optužbom tužiteljice (Zagorke) majčinom zaslugom pri svjedočenju protiv kćeri. Time joj je muž bio oslobođen plaćanja alimentacije i dužnosti vraćanja njezine osobne imovine. Dok je živjela u Mađarskoj u Pešti je učila za poštaricu i slala telegrame, te tečno naučila mađarski jezik što joj je bilo od koristi u kasnijem političkom izvještavanju. Kasnije se još jednom udala – za kolegu novinara Slavka Vodvařku (čit. Vodvaršku) i taj je brak trajao četiri godine (od 1910. do 1914. godine), podalje od očiju javnosti.
Umrla je 29. studenoga 1957. godine u Zagrebu. Pokopana je na Mirogoju u arkadama zaslužnih građana, 4. prosinca 1957. godine.

## Novinarska karijera
Listopada 1896. godine izlazi prvi Zagorkin članak, objelodanjen u Obzoru. Članak je objavljen pod nazivom Egy Percz (Jedan časak) anonimno i bio je odraz rodoljubnog i društvenog revolta. Nakon toga članka na preporuku biskupa Josipa Jurja Strossmayera ulazi u redakciju Obzora kao referentica za mađarsko-hrvatsku politiku, daju joj posebnu sobu, da je nitko od posjetitelja ne bi vidio, jer je žena. Mogla je pisati što je htjela, ali anonimno. Zagorku ova diskriminacija ljuti i vrijeđa, ali ju ne iznenađuje. Time započinje svoj uspon u novinarskoj karijeri. Do tog mjesta nije došla lako. Ravnateljsko vijeće se protivilo, jer su govorili da će ugled Obzora pasti ako publika sazna da "tamo radi neka žena". Strossmayer se tad pokazao iskrenim kršćaninom i pravim pionirom borbe za ženska prava. Marija Jurić primljena je na njegov nalog kao politička suradnica i referentica mađarsko-hrvatske politike.
Zagorka se cijeloga života žestoko borila dokazati kako ona jest netko. Izvještavala je o političkim zbivanjima, iz Sabora, bila dopisnica iz Budimpešte i Beča. Aktivno je sudjelovala u političkim borbama, bila glasna i oštra protivnica mađarizacije i germanizacije. Za vrijeme utamničenja dvojice urednika Obzora 1896. godine sama je uređivala list pokazavši zadivljujuću energiju i inteligenciju. Potaknula je i uređivala prvi list u Hrvatskoj namijenjen isključivo ženama, i tako nazvan – Ženski list od 1925. do 1938. godine, zatim Hrvaticu. Unatoč tome stalno je bila izložena podsmijehu i poniženju.
Neko vrijeme je bila urednica Obzora. Surađivala je i u Vijencu i u sarajevskoj Nadi. Počinje pisati romane koji su predstavljali društveni i nacionalni prosvjed. Prvi roman joj je Roblje (1899.), koji je zaslugom Strossmayera izlazio u Obzoru.
Međutim, u književnosti se javlja još crticom Pod sljemenom koja je izlazila u Bršljanu 1886. godine. Pravu čitateljsku afirmaciju stječe ciklusom romana Grička vještica (Male Novine, 1912. – 1914.). Kao rezultat autoričina prihvaćanja Strossmayerova prijedloga u razdoblju od 1912. do 1953. godine napisala je i objavila dvadesetak romana. Neuklopljiva u književno-stilističku matricu vremena u kojima su se pojavljivala, Zagorkina djela nisu pratile ozbiljne književne kritike. U isto vrijeme čitatelji su s nestrpljenjem očekivali nove nastavke romana koji su izlazili u Malim Novinama, Jutarnjem listu, Obzoru, Ženskom listu, Hrvatskom dnevniku i Hrvatici. Također na nagovor samog Strossmayera počinje pisati povijesne romane i drame.

## Književno stvaralaštvo
Piše komedije, romane, jednočinke i satire, tim daje značaj razvoju hrvatske dramske književnosti. Njezino scensko djelo je komedija Jalnuševčani (1917.) koja svoje tematsko izvorište crpi jednako iz hrvatske književne tradicije, kao i iz hrvatke zbilje ondašnjeg vremena. Nije lako odgovoriti na pitanje koliko je Zagorka napisala romana. Međutim, smatra se da je napisala oko trideset i pet, od kojih neki nisu dovršeni.
Kod čitateljstva, pak, Zagorka je bila veoma popularna. Možda baš zbog toga nisu joj bile sklone neke tadašnje književne veličine, primjerice Gjalski, koji je njezina književna ostvarenja nazivao šundliteraturom za kravarice. A zamjerke je nalazio i njezinu novinarskom radu. Kritika je nije cijenila, a čak ni sama Zagorka nije baš pohvalno mislila o svojoj literaturi. Tek u novije vrijeme može se govoriti o primjerenijoj pozornosti koja se daje njezinu djelu. Možda je svijest o Zagorkinoj vrijednosti ponajbolje izrazio književnik Pavao Pavličić koji u knjizi Rukoljub: pisma slavnim ženama (1995.) kaže: 
»Vi ste uranili u svemu, i možda bi tek ovo bilo pravo vrijeme za vas; a mi smo tek danas svjesni koliko nam je potrebno ono što ste nam vi mogli dati.«

## Djela
Nepotpun popis:

### Povijesni romani
- Grička vještica – ciklus od 7 romana (Tajna Krvavog mosta, Kontesa Nera, Malleus Maleficarum, Suparnica Marije Terezije I, Suparnica Marije Terezije II, Dvorska kamarila, Buntovnik na prijestolju) (1912.)
- Kneginja iz Petrinjske ulice,[9] (1910.), prvi[9] hrvatski kriminalistički roman
- Kći Lotrščaka – Čarobna priča o Manduši zlatokosoj i postanku slavnog kraljevskog grada na sedam kula[10] (1921. – 1922.)[11]
- Gordana (1934. – 1935.)[11] - najduži hrvatski roman u tri dijela, ukupno 8768 stranica.
- Kamen na cesti (1937.), Zagorkin romansirani životopis
- Kraljica Hrvatâ (1937. – 1939.)[11]

### Drame
- Kalista i Doroteja, napisala s 14 godina[9]
- Filip Košenski
- Evica Gupčeva

### Romani
- Roblje (1899.)
- Vladko Šaretić (1903.)
- Republikanci (1916.)
- Pod prezimenom Jurić Vodvařka objavila Crveni ocean (1918.), socijalno-utopistički roman, temeljen na događajima Ruske Oktobarske revolucije[1]
- Tozuki (1922.)
- Kaptolski antikrist (1925.)
- Modri đavo (1926.)
- Plameni inkvizitori (1928.)
- Krijeposni griješnici (1929.)
- Vitez slavonske ravni (1937.)
- Mala revolucionarka (1939.)
- Pustolovine novorođenog Petrice Kerempuha (1940.)
- Jadranka, posljednje[9] djelo, 1953.[9]
- Nevina u ludnici (1957.)

## Časopisi
- Godine 1925. utemeljila je Ženski list, prvi hrvatski ženski časopis.[9]
- Godine 1939. pokrenula je i uređivala časopis Hrvatica: časopis za ženu i dom koi je izlazio mjesečno u Zagrebu od 1939. do 1941. godine.[12]

## Citati
- (...) A narod? Taj trpi i trpjet će. Ali, gospodo, pazite! Mogli biste doći do stanice, na kojoj će narod vašem opstanku zaviknuti „Egy percz“ (jedan časak)![13]

## Spomen
- Od 2007. godine održavaju se Dani Marije Jurić Zagorke, kulturno-znanstvene manifestacije koju je pokrenuo Centar za ženske studije u suradnji s Odsjekom za komparativnu književnost Filozofskoga fakulteta u Zagrebu.[14]
- Od 2009. godine u Zagrebu je, na adresi Dolac 8, otvoren za posjetitelje Memorijalni stan Marije Jurić Zagorke.[15]

## Vanjske poveznice
- LZMK / Hrvatski biografski leksikon: JURIĆ, Marija (Zagorka), Bruno Kragić (2005.)
- www.moljac.hr – Marija Jurić Zagorka  Arhivirana inačica izvorne stranice od 24. srpnja 2013. (Wayback Machine)
- Memorijalni stan Marije Jurić Zagorke
- Društvo Marije Jurić Zagorke  Arhivirana inačica izvorne stranice od 19. travnja 2015. (Wayback Machine)
- Društvo Marije Jurić Zagorke
- Vlada RH / Ured za ravnopravnost spolova – Biografija: Marija Jurić Zagorka Piše: Slavica Jakobović Fribec. Objavljeno: 23. travnja 2009.
- Roblje, Vladko Šaretić, Razvrgnute zaruke, elektronička izdanja izvornika Zagorkinih djela na digitalnezbirke.kgz.hr